# Sadak 2
 Sadak 2 là một bộ phim Ấn Độ sắp ra mắt của đạo diễn Mahesh Bhatt và do Mukesh Bhatt sản xuất dưới biểu ngữ Vishesh Films của họ. Là phần nối tiếp của Sadak năm 1991. Có sự tham gia của Sanjay Dutt, Pooja Bhatt, Alia Bhatt và Aditya Roy Kapur. Bộ phim đánh dấu sự trở lại của Mahesh Bhatt với vai trò đạo diễn sau 20 năm.
Bộ phim nói về chứng trầm cảm của Ravi và cách anh ta giúp một cô gái trẻ gặp gỡ một vị thần đỡ đầu, người đã vạch trần vị đạo sư giả mạo này đang điều hành một đạo tràng. Quá trình bắt đầu vào ngày 18 tháng 5 năm 2019, và bộ phim được quay ở Ooty, Mumbai, Mysore và Uttarakhand. Phim sẽ khởi chiếu vào ngày 28 tháng 8 năm 2020 trên Disney + Hotstar.

## Diễn viên
- Sanjay Dutt [2]
- Pooja Bhatt [4]
- Adita Bhatt
- Adita Roy Kapur
- Gulshan Grover
- Makarand Deshpande [6]
- Jisshu Sengupta
- Priyanka Bose.
- Mohan Kapoor
- Akshay Anand
- Abdul Quadir Amin[7]

## Sản xuất
Bộ phim đã được Alia Bhatt công bố vào ngày 20 tháng 9 năm 2018 trên Twitter, nơi mà Cô tiết lộ các chi tiết của bộ phim. Vào ngày 8 tháng 4 năm 2019, đã có xác nhận rằng việc chụp ảnh chính sẽ bắt đầu vào giữa tháng 5 năm 2019.
Việc quay bắt đầu vào ngày 18 tháng 5 năm 2019. Vào ngày 19 tháng 5 năm 2019, Makarand Deshpande đã được xác nhận sẽ đóng vai phản diện chính trong phim. Alia Bhatt tham gia quay phim từ ngày 21 tháng 5 năm 2019. Lịch trình đầu tiên của bộ phim được hoàn thành vào tuần thứ ba của tháng 5 tại Mumbai. Lịch trình thứ hai bắt đầu ở Ooty vào giữa tháng 7 năm 2019.

## Phát hành
Ban đầu bộ phim được dự kiến phát hành vào ngày 25 tháng 3 năm 2020, nhưng đã bị đẩy sang ngày 10 tháng 7 năm 2020. Nó một lần nữa bị xóa khỏi lịch phát hành vì việc quay phim bị trì hoãn vì sự cố đại dịch COVID-19 ở Ấn Độ.
Vào ngày 29 tháng 6 năm 2020, dịch vụ phát trực tuyến Disney + Hotstar đã tiến hành một cuộc họp báo ảo, nơi Alia Bhatt thông báo rằng bộ phim sẽ được phát hành độc quyền trên Disney + Hotstar, công chiếu vào ngày 28 tháng 8 năm 2020.

## Âm nhạc
Phần âm nhạc cho phim do Jeet Gannguli, Ankit Tiwari, Samidh Mukherjee, Urvi và Suniljeet sáng tác trong khi phần lời được viết bởi Rashmi Virag, Vijay Vijawatt, Shabbir Ahmed, Suniljeet và Shalu Vaish.